# پسر (فیلم ۲۰۱۸)
پسر (انگلیسی: Guy) فیلمی در ژانر کمدی-درام و شبه‌مستند به کارگردانی الکس لوتس و ساخت کشور فرانسه است که در سال ۲۰۱۸ منتشر شد.

## بازیگران
- پاسکال آربیو
- نیکول کالفان
- آلودی بوشه
- بریجیت روآن
- مارینا آندز
- آن ماریون
- میشل دروکر
- کاترین هوسمالین
- سارا سوکو